# Baguoidea rufa
Baguoidea rufa är en insektsart som först beskrevs av Melichar 1903.  Baguoidea rufa ingår i släktet Baguoidea och familjen dvärgstritar. Inga underarter finns listade i Catalogue of Life.